# دهنو شهسوار خان (حسين أباد كرمان)
دهنو شهسوار خان (بالفارسية: دهنو شهسوارخان) هي قرية تقع في إيران في Hoseynabad Rural District. يقدر عدد سكانها بـ 1,555 نسمة.